# Doraemon: Nobita và những pháp sư Gió bí ẩn
Doraemon: Nobita và những pháp sư Gió bí ẩn (ドラえもん のび太とふしぎ風使い Doraemon Nobita to fushigi kazetsukai) còn được biết đến với tên Cuộc phiêu lưu đến vương quốc gió là bộ phim hoạt hình Doraemon thứ 24 được ra mắt tại Nhật Bản. Ngoài ra, bộ phim còn có một số tên gọi không chính thức như Vương quốc gió, Nôbita ở vương quốc gió hay Thế giới bay. Đây là phim khoa học viễn tưởng của đạo diễn Shibayama Tsutomu. Phim được công chiếu ở Nhật vào ngày 08 tháng 3 năm 2003. Phiên bản truyện tranh được họa sĩ Okada Yasunori đăng trên tạp chí CoroCoro Comic từ tháng 2 đến tháng 3 năm 2003.

## Nội dung

Bìa truyện Nobita và những pháp sư Gió bí ẩn

Câu chuyện bắt đầu khi con gái của thần gió (theo như"máy phân tích đa năng") xuất hiện ở Tokyo và được Nobita đem về nuôi với cái tên Fuko (フー子, trong tiếng Nhật,"fu"giống âm on của chữ"phong"風,"ko"là âm kun của chữ"tử"- con cái). Fuko ẩn mình trong lốt gấu bông để ngụy trang, không may"cô bé"lại bị Suneo phát hiện và muốn bắt làm của riêng. Ngày hôm sau, Doraemon và các bạn đưa Fuko đến một vùng thảo nguyên để chơi đùa. Họ tình cờ cứu được bé Sun, em của Temujin - thần dân Vương quốc gió - thoát khỏi sự truy đuổi của bộ tộc bão tố. Để cảm ơn, Temujin đã đưa nhóm bạn đến thăm xứ sở của mình. Đúng với tên gọi, ở đó người ta lao động và đi lại toàn nhờ bằng sức gió. Sau một ngày chơi đùa, nhóm Doraemon tạm để Fuko ở lại và quay về nhà. Không may Suneo bị linh hồn của pháp sư Uranda - tộc trưởng bộ tộc bão tố - nhập vào người. Tên Uranda trong lốt của Suneo đã quay trở về làng gió để bắt Fuko, hắn phát hiện ra một vật thể có hình dạng như Fuko và đặt tên là Gorado.
Ngày hôm sau, nhóm bạn đến Vương quốc gió và phát hiện Suneo (Uranda giả mạo) đã theo phe quân bão tố. Bọn bão tố nhanh chóng bắt Fuko đi và lấy cả túi thần của Doraemon. Jaian may mắn trà trộn vào hàng ngũ của chúng. Doraemon, Nobita, Shizuka cùng Temujin đến sào huyệt của bọn bão tố để giải thoát cho Fuko. Trong lúc cùng Fuko chạy trốn, Nobita được thần núi Yaku kể rõ mọi việc: thì ra cách đây mấy trăm năm tên Uranda đã tôi luyện được một con quỷ rồng tên là Mafuga để thâu tóm thế giới nhưng bị một tráng sĩ tên là Noajin chém làm ba khúc. Phần thân và đuôi con quỷ rồng được chôn cùng với xác tên Uranda. Còn phần đầu rồng được niêm phong cùng với thanh kiếm thần trên đảo Mafuga. Nhưng tên Storm đã làm cho hai quả cầu đựng thân và đuôi rồng cùng linh hồn tên Uranda sống lại. Một trong hai quả cầu đó là Fuko, còn quả kia là Gorado. Tên Uranda và Storm đang định tập hợp ba quả cầu lại để hồi sinh quỷ rồng Mafuga. Nobita đã cùng Fuko quay về làng nhưng Fuko lại bị Uranda bắt đi một lần nữa và chúng tiến về phía đảo Mafuga để hồi sinh quỷ rồng. Dân làng gió sử dụng một chiếc thuyền khổng lồ chạy bằng sức gió ngăn chặn. Khi đến nơi, Doraemon đuổi theo tên Suneo (Uranda) trong khi Nobita và dân làng gió giải thoát Fuko. Đúng lúc tên Uranda chuẩn bị rút thanh kiếm phù ấn ra thì Jaian (vốn đã trà trộn trong hàng ngũ bọn bão tố) lao ra ngăn lại nhưng lại bị tà thuật trói cùng với Doraemon.
Sau khi tên Uranda lấy được quả cầu và trả xác lại cho Suneo, hắn đã đọc thần chú hồi sinh quỷ rồng Mafuga nhưng bị tên Storm phỗng tay trên hút linh hồn vào thùng phép. Lúc này mọi người biết Storm thực ra là một tiến sĩ đến từ thế giới tương lai. Hắn đã dùng Mafuga phá huỷ dân làng. Fuko đã hi sinh để tiêu diệt quỷ rồng. Tên tiến sĩ gian ác bị đội tuần tra thời gian bắt. Nhóm bạn chia tay với người dân làng gió. Sau này Nobita rất buồn vì Fuko hi sinh, sau nhiều lúc nhầm Fuko với những cơn gió, cậu đã nguôi ngoai và sống với niềm tin rằng Fuko vẫn còn luôn bên cậu và các bạn.

## Sản xuất

### Nhà sản xuất
Bộ phim là sản phẩm của:
- Hãng hoạt hình Shinei (Shinei Animation)
- Nhà xuất bản Shogakukan
- Hãng truyền hình TV Asahi

### Phân vai
| Nhân vật   | Diễn viên lồng tiếng | Diễn viên lồng tiếng |
| Nhân vật   | Nhật Bản             | Việt Nam             |
| ---------- | -------------------- | -------------------- |
| Doraemon   | Ōyama Nobuyo         | Thùy Tiên            |
| Nobita     | Ohara Noriko         | Anh Tuấn             |
| Shizuka    | Nomura Michiko       | Ngọc Châu            |
| Jaian      | Tatekabe Kazuya      | Quốc Tín             |
| Suneo      | Kimotsuki Kaneta     | Minh Vũ              |
| Fuko       | Mika Kanai           | Ái Phương            |
| Sun        | Nishihara Kumiko     | Ngọc Quyên           |
| Temujin    | Ai Kawarikako        | Hoàng Sơn            |
| Kenjin     | Akimoto Yousuke      | Trí Luân             |
| Gorado     | Akimoto Yousuke      | Minh Triết           |
| Storm      | Yara Yusaku          | Quốc Phát            |
| Trưởng lão |                      | Hạnh Phúc            |
| Uranda     | Kobayashi Kiyoshi    | Trần Vũ              |
| Mẹ Jaian   | Aoki Kazuyo          | Kiều Oanh            |
| Kunjin     | Iwasawa Koji         | Trường Tân           |
| Mẹ Temujin | Yamaguchi Nana       | Lê Hà                |
| Yaku       | Kobayashi Osamu      | Bá Nghị              |
| Mẹ Nobita  | Chijimatsu Sachiko   | Minh Chuyên          |
| Kanjin     | Akimoto Yousuke      | Huỳnh Đông           |
| Yamujin    | Kitagawa Yujin       | Kiêm Tiến            |
| Tomujin    | Satou Yuuko          | Tiến Đạt             |
| Mẹ Suneo   |                      | Kim Phước            |

## Âm nhạc
Ca khúc mở đầu là "Doraemon no Uta (ドラえもんのうた, dịch nghĩa Bài hát về Doraemon) do Yamano Satoko trình bày và ca khúc kết thúc là "Mata Aeru hi Made" (またあえる日まで, dịch nghĩa Cho tới ngày gặp lại) do Yuzu trình bày. Ca khúc tiếng Việt mở đầu là "Doraemon" do Huyền Chi trình bày và kết thúc là "Rồi sẽ gặp nhau" do Tiến Đạt, Hoàng Sơn, Quốc Tín và Ngọc Châu trình bày.

## Phát hành
Phim được công chiếu ở Nhật vào ngày 08 tháng 3 năm 2003. Sau Nhật Bản, phim được phát hành ở một số quốc gia trên thế giới: Hồng Kông (chiếu rạp 4 tháng 8 năm 2005), Thái Lan (chiếu rạp 13 tháng 10 năm 2005), Tây Ban Nha (chiếu rạp 2 tháng 9 năm 2005), Bồ Đào Nha (phát hành DVD 21 tháng 3 năm 2006), Đài Loan (chiếu rạp 28 tháng 4 năm 2006), Ba Lan (phát sóng truyền hình 11 tháng 10 năm 2015) và Ấn Độ (phát sóng truyền hình 6 tháng 2 năm 2016). Tại Việt Nam, phim từng được Công ty Cổ phần Truyền thông Trí Việt mua bản quyền và phát sóng trên kênh HTV3. lần đầu vào ngày 22 tháng 3 năm 2013. Tại Nhật Bản phim được phát hành dưới dạng băng VHS và DVD bởi Toho.